# 五十嵐章人
五十嵐 章人（いがらし あきひと、1968年4月12日 - ）は、群馬県前橋市出身の元プロ野球選手・監督・野球解説者。
全ポジションでの出場（高橋博士以来、日本プロ野球史上2人目）、全打順本塁打（同6人目）の記録を達成した選手として知られる。この両方を達成しているNPB史上で唯一の選手。また、全打順での先発出場及びその上での本塁打も記録している。
木田優夫とは従弟にあたる（木田の父と五十嵐の父が兄弟）。

## 来歴・人物
父親は競輪選手だったが、当人が物心ついた時には既に引退して大工に転職していたという。二人の兄の影響で小学1年生から野球を始める。中学時代は投手兼内野手だったが、高校では野手に専念。3年生の時にエース候補の部員が退部したため監督命令で投手に再転向した。
1986年に群馬県立前橋商業高等学校のエース投手で3番打者として第68回全国高等学校野球選手権大会に出場し、3回戦まで進出した。日本石油野球部に入部後、2年目から外野手に転向。1989年の都市対抗野球では5番を打つが2回戦で松下電器の潮崎哲也に抑えられて敗退。秋の日本選手権では3番を打って準優勝、1990年の都市対抗野球では初戦で本塁打を放つが敗れる。日本選手権では前年に続いて決勝へ進むも日本生命の新谷博、木村恵二という継投の前に敗れたが敢闘賞、優秀選手となった。1990年度ドラフト会議で指名されるにあたっては「12球団OK」と公言してはいたものの、当時は巨人と西武は外野手の層が厚いので「行かない方がいい」と思い、一方で中日は「監督が厳しそう」（当時の中日監督は星野仙一）、ロッテは「弱くて人気が無かった」ので「行きたくない」と思っていたという。
1990年度ドラフト会議で、3巡目指名でロッテオリオンズと中日ドラゴンズで指名が重複し、抽選の結果交渉権を獲得したロッテに外野手として入団。3年目以降は内野手としても起用されるようになる。五十嵐自身は「自分は足が遅いから、外野手では守備範囲が狭くなってしまう」ということから、内野もやらせてみたいという当時の八木沢荘六監督の意図もあったと話している。
1995年5月7日の対オリックス・ブルーウェーブ戦では、風疹の流行により福澤洋一が離脱していたこともあり、捕手二人体制だった。先発捕手の山中潔は代打を送られ交代し、定詰雅彦がマスクをかぶったが8回にクロスプレーに抗議して退場処分を受け捕手がいなくなり、急遽五十嵐が捕手として出場した。捕手経験は中学時代に少し練習したことがあるだけだったが、8球を受け1球もこぼさなかった。試合後、監督のボビー・バレンタインは「いい捕手だよ」とコメントした。
1997年オフには、若手に切り替えたいチームの意図を感じ取っていたことで、「このままこのチームにいても自分は終わってしまう」と思い、自らチームから出して欲しいと願い出る。
1998年に渡部高史との交換トレードでオリックスへ移籍。前年までの古巣であるロッテは同年6月13日から7月8日まで日本記録の18連敗を喫していたが、翌9日のオリックス対ロッテ戦（GS神戸）でストップさせた。奇しくもこの試合で最後の打者となったのは元チームメイトの五十嵐であった。
2000年6月3日の対大阪近鉄バファローズ戦の8回裏に投手として登板。五十嵐が投手として出場するのは高校時代以来のことであったが、1安打を浴びたものの3つのアウトを取り、プロ野球史上2人目となる全ポジション出場を達成した。パリーグでは投打二刀流の大谷翔平を除くと、2023年時点における野手が投手起用された最後の事例である（セ・リーグでは2020年8月6日に内野手登録の増田大輝（巨人）、同じく巨人の内野手で北村拓己が2023年9月2日に、それぞれ登板している）。
この試合での登板は、捕手の時のようにベンチ入りしていた投手を全て使い切ったと言うような特殊な事情によるものではなく、当時の仰木彬監督が五十嵐に全ポジション出場を達成させるために登板させたもの（但し、既に大差をつけられていた為敗戦処理の側面はあった。また前日の試合では延長12回までもつれこむ総力戦であった為、投手起用に制限があったことも背景にある）である。当時オリックスに在籍していた嘉㔟敏弘や今村文昭のように完全に投手転向したわけではなく、それ以降投手として起用されることは二度となかった。
この登板はチームが16失点した後であったため、ベンチに戻ると五十嵐の前に登板した投手と投手コーチが仰木監督に「投手じゃなくても抑えられるんだ!」と怒られており、本人は「投手に申し訳なかった」と語っている。また、対戦相手の近鉄・梨田昌孝監督は試合後「野手を投げさせるならイチローも投げればよかった」という旨のコメントを残している。二軍コーチ時代は、くすぶっている若手投手に「俺は通算防御率0.00だぞ」と冗談で話すなど、時を経ていい思い出になったことも語っている。
2001年6月22日の対西武ライオンズ戦に4番・一塁手として先発出場し、全打順先発出場を達成した。更にこの試合で西口文也から右越えに2号ソロ本塁打を放ち、この時点で本塁打を打ったことのない打順は8番を残すのみとなった。なお、五十嵐のプロ人生において4番での先発出場はこの1試合のみであった。また、同年5月25日にはプロ2度目の捕手を務めた。
2002年に金銭トレードで大阪近鉄バファローズへ移籍。五十嵐本人はこれについて「仰木監督が辞めるタイミングだったので、ほぼクビ」での移籍であったと話している。同年4月21日の対福岡ダイエーホークス戦に8番・二塁手として先発出場。星野順治から右中間に2点本塁打を放ち、プロ野球史上6人目の全打順本塁打を達成した。なお、五十嵐はわずか通算26本塁打で記録を達成しているが、これは全打順本塁打を記録した選手で最少である。次いで清田育宏の58本塁打、後藤光尊の95本塁打が続き、それ以外の10人（古屋英夫、松永浩美、田中幸雄、堀幸一、小川博文、井口資仁、吉村裕基、浅村栄斗、T-岡田、島内宏明）は100本塁打以上を達成している。また、これが五十嵐の現役生活において最後の本塁打となった。前半戦は一軍で水口栄二、高須洋介らと二塁手としての併用が続いたが、後半は二軍生活になった。
捕手としての出場は緊急事態であり、投手としての出場も1イニングだけだったが、五十嵐にはどの守備位置でもある程度守れる器用さがあり、また固定するほど得意な守備位置もないという絶妙なバランスの守備力を持っていた。また、通算打率.234、通算本塁打26本だが、日によって異なるポジションをこなし、クリーンナップを任された試合であってもしっかり結果を残すなどの勝負強さも兼ね備えていた。前述のように2001年は、1試合のみの先発4番で本塁打を放つという強運があり、他に先発出場では1番・3番・4番・8番・9番でそれぞれ1本塁打ずつしか打っていない。内外野どのポジションも守れた為、試合前のシートノックでは「その日に選手が少ないポジションを守る」ことを意識していた。ある日サードでノックを受けているとコーチに呼び出され、「今日はファーストでスタメン」と言われ驚いたことが何度かあったと引退後に明かしている。
2003年に現役引退。シーズン最終盤には引退試合として、かつての古巣であるロッテ戦、オリックス戦で先発出場の機会を与えられた。
その後はJ SPORTS野球解説者、サンケイスポーツ（大阪）野球評論家。また、2006年からプロ野球.comでドリームベースボールというオンラインゲームに参加し、ブログも開設していた。
2006年シーズン終了後、福岡ソフトバンクホークス二軍外野守備走塁コーチに就任し2011年まで務めた。2012年からはベースボール・チャレンジ・リーグ・群馬ダイヤモンドペガサスの監督に就任し、2013年まで務めた。
2013年12月24日より2015年からプロ野球独立リーグ・ベースボール・チャレンジ・リーグ参入予定の武蔵ヒートベアーズの取締役ゼネラルマネージャー就任が発表された。
2015年5月8日、星野おさむ監督退団によりヘッドコーチに就任。シーズン終了後にコーチを辞任し、同球団の副社長に就任した。2017年12月15日に、「一身上の都合」を理由として武蔵球団副社長・ゼネラルマネージャーを退任することが発表された。
2018年から、人材派遣会社「エイジェック」のスポーツ・文化部門（現・エイジェックスポーツマネジメント）に在籍し、エイジェック硬式野球部のコーチやシニアマネージャーなどを務めた後、現在は同社事業連携統括本部スポーツ文化プロジェクト（PJ）チーム部長として栃木ゴールデンブレーブスの公式戦で解説を務める一方、BCリーグを引退した選手をNPB球団へバッティングピッチャーやブルペンキャッチャーとして派遣で送り込むなど、NPBとBCリーグをつなぐパイプ役を担っている。

## 詳細情報

### 年度別打撃成績
| 年 度      | 球 団      | 試 合 | 打 席 | 打 数 | 得 点 | 安 打 | 二 塁 打 | 三 塁 打 | 本 塁 打 | 塁 打 | 打 点 | 盗 塁 | 盗 塁 死 | 犠 打 | 犠 飛 | 四 球 | 敬 遠 | 死 球 | 三 振 | 併 殺 打 | 打 率 | 出 塁 率 | 長 打 率 | O P S |
| ---------- | ---------- | ----- | ----- | ----- | ----- | ----- | -------- | -------- | -------- | ----- | ----- | ----- | -------- | ----- | ----- | ----- | ----- | ----- | ----- | -------- | ----- | -------- | -------- | ----- |
| 1991       | ロッテ     | 89    | 195   | 175   | 11    | 42    | 5        | 1        | 3        | 58    | 18    | 1     | 1        | 7     | 3     | 9     | 0     | 1     | 30    | 2        | .240  | .277     | .331     | .608  |
| 1992       | ロッテ     | 12    | 10    | 9     | 0     | 1     | 0        | 0        | 0        | 1     | 0     | 0     | 0        | 0     | 0     | 1     | 1     | 0     | 2     | 1        | .111  | .200     | .111     | .311  |
| 1993       | ロッテ     | 16    | 12    | 12    | 1     | 1     | 0        | 0        | 0        | 1     | 0     | 0     | 0        | 0     | 0     | 0     | 0     | 0     | 2     | 0        | .083  | .083     | .083     | .167  |
| 1994       | ロッテ     | 97    | 324   | 295   | 33    | 83    | 15       | 1        | 3        | 109   | 24    | 0     | 2        | 9     | 2     | 16    | 0     | 2     | 52    | 5        | .281  | .321     | .369     | .690  |
| 1995       | ロッテ     | 101   | 268   | 225   | 21    | 47    | 9        | 1        | 4        | 70    | 18    | 1     | 0        | 13    | 0     | 30    | 2     | 0     | 21    | 4        | .209  | .302     | .311     | .613  |
| 1996       | ロッテ     | 114   | 362   | 321   | 32    | 87    | 14       | 1        | 3        | 112   | 35    | 1     | 2        | 13    | 1     | 27    | 2     | 0     | 32    | 3        | .271  | .327     | .349     | .676  |
| 1997       | ロッテ     | 30    | 57    | 46    | 5     | 6     | 2        | 0        | 1        | 11    | 3     | 0     | 0        | 2     | 0     | 8     | 0     | 1     | 10    | 1        | .130  | .273     | .239     | .512  |
| 1998       | オリックス | 110   | 245   | 214   | 17    | 44    | 7        | 2        | 3        | 64    | 21    | 1     | 2        | 7     | 1     | 23    | 1     | 0     | 38    | 4        | .206  | .282     | .299     | .581  |
| 1999       | オリックス | 85    | 161   | 141   | 16    | 33    | 6        | 0        | 2        | 45    | 15    | 0     | 0        | 4     | 1     | 15    | 1     | 0     | 25    | 4        | .234  | .306     | .319     | .625  |
| 2000       | オリックス | 112   | 221   | 180   | 30    | 43    | 8        | 0        | 4        | 63    | 26    | 0     | 1        | 9     | 2     | 30    | 1     | 0     | 24    | 4        | .239  | .344     | .350     | .694  |
| 2001       | オリックス | 75    | 152   | 132   | 19    | 27    | 5        | 2        | 2        | 42    | 8     | 1     | 0        | 5     | 1     | 14    | 2     | 0     | 20    | 3        | .205  | .279     | .318     | .597  |
| 2002       | 近鉄       | 27    | 52    | 50    | 3     | 7     | 1        | 0        | 1        | 11    | 2     | 0     | 0        | 1     | 0     | 0     | 0     | 1     | 11    | 0        | .140  | .157     | .220     | .377  |
| 2003       | 近鉄       | 2     | 2     | 1     | 0     | 1     | 1        | 0        | 0        | 2     | 1     | 0     | 0        | 0     | 1     | 0     | 0     | 0     | 0     | 0        | 1.000 | .500     | 2.000    | 2.500 |
| 通算：13年 | 通算：13年 | 870   | 2061  | 1801  | 188   | 422   | 73       | 8        | 26       | 589   | 171   | 5     | 8        | 70    | 12    | 173   | 10    | 5     | 267   | 31       | .234  | .301     | .327     | .674  |

### 年度別投手成績
| 年 度     | 球 団      | 登 板 | 先 発 | 完 投 | 完 封 | 無 四 球 | 勝 利 | 敗 戦 | セ 丨 ブ | ホ 丨 ル ド | 勝 率 | 打 者 | 投 球 回 | 被 安 打 | 被 本 塁 打 | 与 四 球 | 敬 遠 | 与 死 球 | 奪 三 振 | 暴 投 | ボ 丨 ク | 失 点 | 自 責 点 | 防 御 率 | W H I P |
| --------- | ---------- | ----- | ----- | ----- | ----- | -------- | ----- | ----- | -------- | ----------- | ----- | ----- | -------- | -------- | ----------- | -------- | ----- | -------- | -------- | ----- | -------- | ----- | -------- | -------- | ------- |
| 2000      | オリックス | 1     | 0     | 0     | 0     | 0        | 0     | 0     | 0        | --          | ----  | 4     | 1.0      | 1        | 0           | 0        | 0     | 0        | 0        | 0     | 0        | 0     | 0        | 0.00     | 1.00    |
| 通算：1年 | 通算：1年  | 1     | 0     | 0     | 0     | 0        | 0     | 0     | 0        | --          | ----  | 4     | 1.0      | 1        | 0           | 0        | 0     | 0        | 0        | 0     | 0        | 0     | 0        | 0.00     | 1.00    |

### 年度別守備成績
| 年 度 | 捕手  | 捕手  | 捕手  | 捕手  | 捕手  | 捕手     | 一塁  | 一塁  | 一塁  | 一塁  | 一塁  | 一塁     | 二塁  | 二塁  | 二塁  | 二塁  | 二塁  | 二塁     | 三塁  | 三塁  | 三塁  | 三塁  | 三塁  | 三塁     | 遊撃  | 遊撃  | 遊撃  | 遊撃  | 遊撃  | 遊撃     | 外野  | 外野  | 外野  | 外野  | 外野  | 外野     |
| 年 度 | 試 合 | 刺 殺 | 補 殺 | 失 策 | 併 殺 | 守 備 率 | 試 合 | 刺 殺 | 補 殺 | 失 策 | 併 殺 | 守 備 率 | 試 合 | 刺 殺 | 補 殺 | 失 策 | 併 殺 | 守 備 率 | 試 合 | 刺 殺 | 補 殺 | 失 策 | 併 殺 | 守 備 率 | 試 合 | 刺 殺 | 補 殺 | 失 策 | 併 殺 | 守 備 率 | 試 合 | 刺 殺 | 補 殺 | 失 策 | 併 殺 | 守 備 率 |
| ----- | ----- | ----- | ----- | ----- | ----- | -------- | ----- | ----- | ----- | ----- | ----- | -------- | ----- | ----- | ----- | ----- | ----- | -------- | ----- | ----- | ----- | ----- | ----- | -------- | ----- | ----- | ----- | ----- | ----- | -------- | ----- | ----- | ----- | ----- | ----- | -------- |
| 1991  | -     | -     | -     | -     | -     | -        | -     | -     | -     | -     | -     | -        | -     | -     | -     | -     | -     | -        | -     | -     | -     | -     | -     | -        | -     | -     | -     | -     | -     | -        | 80    | 98    | 9     | 2     | 2     | .982     |
| 1992  | -     | -     | -     | -     | -     | -        | -     | -     | -     | -     | -     | -        | -     | -     | -     | -     | -     | -        | -     | -     | -     | -     | -     | -        | -     | -     | -     | -     | -     | -        | 2     | 0     | 0     | 0     | 0     | .000     |
| 1993  | -     | -     | -     | -     | -     | -        | -     | -     | -     | -     | -     | -        | -     | -     | -     | -     | -     | -        | -     | -     | -     | -     | -     | -        | 15    | 11    | 12    | 0     | 5     | 1.000    | -     | -     | -     | -     | -     | -        |
| 1994  | -     | -     | -     | -     | -     | -        | -     | -     | -     | -     | -     | -        | 60    | 114   | 124   | 6     | 25    | .975     | -     | -     | -     | -     | -     | -        | 45    | 67    | 88    | 5     | 16    | .969     | 3     | 3     | 0     | 0     | 0     | 1.000    |
| 1995  | 1     | 0     | 0     | 0     | 0     | .000     | 17    | 112   | 4     | 0     | 6     | 1.000    | 41    | 55    | 74    | 2     | 12    | .985     | 11    | 5     | 17    | 0     | 3     | 1.000    | 16    | 18    | 34    | 1     | 11    | .981     | -     | -     | -     | -     | -     | -        |
| 1996  | -     | -     | -     | -     | -     | -        | 54    | 364   | 25    | 2     | 24    | .995     | -     | -     | -     | -     | -     | -        | 1     | 0     | 1     | 0     | 0     | 1.000    | 12    | 14    | 28    | 1     | 7     | .977     | 52    | 79    | 4     | 1     | 3     | .988     |
| 1997  | -     | -     | -     | -     | -     | -        | 3     | 2     | 0     | 0     | 0     | 1.000    | -     | -     | -     | -     | -     | -        | 6     | 1     | 6     | 1     | 0     | .875     | 1     | 0     | 0     | 0     | 0     | .000     | 15    | 12    | 3     | 2     | 1     | .882     |
| 1998  | -     | -     | -     | -     | -     | -        | 21    | 44    | 2     | 1     | 5     | .979     | 13    | 17    | 18    | 1     | 8     | .972     | 77    | 19    | 113   | 7     | 11    | .950     | 1     | 0     | 1     | 0     | 0     | 1.000    | 3     | 1     | 0     | 1     | 0     | .500     |
| 1999  | -     | -     | -     | -     | -     | -        | 21    | 51    | 5     | 0     | 2     | 1.000    | 4     | 1     | 6     | 0     | 1     | 1.000    | 56    | 31    | 71    | 7     | 11    | .936     | -     | -     | -     | -     | -     | -        | -     | -     | -     | -     | -     | -        |
| 2000  | 1     | 1     | 0     | 0     | 1     | 1.000    | 46    | 120   | 10    | 2     | 11    | .985     | 10    | 13    | 15    | 0     | 3     | 1.000    | 28    | 16    | 37    | 3     | 2     | .946     | 11    | 6     | 14    | 0     | 3     | 1.000    | 12    | 17    | 1     | 1     | 0     | .947     |
| 2001  | -     | -     | -     | -     | -     | -        | 39    | 204   | 7     | 2     | 24    | .991     | 8     | 7     | 8     | 1     | 1     | .938     | 1     | 0     | 1     | 0     | 0     | 1.000    | 1     | 0     | 0     | 0     | 0     | -        | 11    | 10    | 0     | 0     | 0     | 1.000    |
| 2002  | -     | -     | -     | -     | -     | -        | -     | -     | -     | -     | -     | -        | 15    | 14    | 26    | 1     | 2     | .976     | 6     | 0     | 3     | 0     | 0     | 1.000    | -     | -     | -     | -     | -     | -        | -     | -     | -     | -     | -     | -        |
| 2003  | -     | -     | -     | -     | -     | -        | -     | -     | -     | -     | -     | -        | 2     | 2     | 1     | 0     | 1     | 1.000    | -     | -     | -     | -     | -     | -        | -     | -     | -     | -     | -     | -        | -     | -     | -     | -     | -     | -        |
| 通算  | 2     | 1     | 0     | 0     | 1     | 1.000    | 201   | 897   | 53    | 7     | 72    | .993     | 153   | 223   | 272   | 11    | 53    | .978     | 186   | 72    | 249   | 18    | 27    | .947     | 102   | 116   | 177   | 7     | 42    | .977     | 178   | 220   | 17    | 7     | 6     | .971     |

- 出典：オフィシャルベースボールガイド・日本プロ野球記録大百科

### 記録
初記録
打撃記録
- 初出場・初先発出場：1991年4月9日、対日本ハムファイターズ1回戦（東京ドーム）、2番・右翼手として先発出場
- 初安打：1991年4月14日、対近鉄バファローズ2回戦（川崎球場）、2回裏に野茂英雄から右前安打
- 初打点：1991年4月21日、対オリックス・ブルーウェーブ2回戦（宮城球場）、8回裏に岩崎久則から2点適時三塁打
- 初本塁打：1991年6月11日、対オリックス・ブルーウェーブ9回戦（川崎球場）、9回裏に長谷川滋利からソロ

投手記録
- 初登板：2000年6月3日、対近鉄バファローズ9回戦（大阪ドーム）、8回裏に4番手で救援登板・完了、1回無失点

その他の記録
- 全ポジションでの出場：同上 ※高橋博士以来、史上2人目[13]
- 全打順本塁打：2002年4月21日、対福岡ダイエーホークス6回戦（大阪ドーム）、8番・二塁手で先発出場、5回裏に星野順治から右越先制2ラン ※史上6人目、通算26本での達成は史上最少[14]

### 背番号
- 9（1991年 - 1997年、2001年）
- 29（1998年 - 2000年）
- 39（2002年 - 2003年）
- 79（2007年 - 2011年）
- 84（2012年 - 2013年）
- 77（2015年）

## 関連情報

### 出演番組
- J SPORTS STADIUM